# HMS Thunderer (1911)
El HMS Thunderer fue el tercer acorazado de la clase Orión construidos para la Royal Navy y fue el último buque construido por los astilleros  Thames Iron Works.  Fue el mayor y el último barco construido en el río Támesis tras ser completado, sus constructores, se declararon en bancarrota.

## Diseño y construcción
Por un margen de 1000 £, era el más caro de los acorazados del programa de construcción naval de 1909. El Almirantazgo, había solicitado seis nuevos super-Dreadnoughts en 1909 para contrarrestar el programa de expansión naval del Imperio Alemán, el Ministerio de Hacienda, ofrecía únicamente la construcción de cuatro, pero entonces, intervino la política con dos elecciones generales en sólo un año, cuando se escuchó el grito "We want eight, and we won't wait!" (queremos ocho, y no queremos esperar), los clase Orion, fueron construidos como parte de un inusual compromiso de construir cuatro buques en 1910 y cuatro más en 1911. 
El HMS Thunderer y sus gemelos, eran unos enormes buques (para la época) de  22 000 toneladas de desplazamiento y diez cañones de 343 mm (13.5”) como artillería principal, montada sobre cinco torres dobles todas sobre la línea de crujía del buque. Su maquinaria, consistía en las nuevas turbinas de vapor, y su energía eléctrica, provenía de cuatro generadores de  200 kW , instalados en compartimientos separados y aislados, por lo que si recibía daños alguno, los demás podían seguir operando, lo cual, era una importante innovación.
Su diseño, estuvo muy influenciado por la adopción de la entonces llamada telegrafía sin hilos en el equipamiento de la Royal Navy, que fue la primera en adoptar el sistema de Marconi, y el almirante Fisher, quiso adaptar a esto las líneas del buque:

"No son necesarios los mástiles: únicamente un poste para la telegrafía, la necesidad del mástil para señales, no existe."

Con esta decisión, se ahorraron 50 toneladas de peso en los buques de la clase.
El Thunderer fue equipado con el nuevo sistema de control de tiro diseñado por Frederic Charles Dreyer, el cual, era en esos momentos el más efectivo del mundo, diez años por delante de los desarrollados por cualquier otra armada del mundo. También fue el primero de su clase en llevar los nuevos sistemas de dirección de tiro diseñados por el capitán Percy Scott, el cual, en las pruebas realizadas en 1912, consiguió seis impactos sobre su gemelo el  HMS Orion en solo 3 minutos y 30 segundos.

## Primera Guerra Mundial
Durante la Primera Guerra Mundial, el HMS Thunderer sirvió en la segunda escuadra de combate de la Gran Flota británica con base en Scapa Flow. Al inicio de la contienda, el HMS Thunderer formaba parte de la segunda escuadra de combate de la Gran Flota británica. El 27 de octubre de 1914, la segunda escuadra de combate, compuesta por los 'super-dreadnoughts' HMS King George V, HMS Ajax, HMS Centurion, HMS Audacious, HMS Monarch, el propio HMS Thunderer y el HMS Orion, abandonaron Lough Swilly para realizar unos ejercicios de tiro, en el transcurso de los cuales, resultó hundido el HMS Audacious al chocar con una mina al norte de la costa de Donegal.
Fue modernizado en diciembre de 1914. Estuvo presente junto con su escuadra en la Batalla de Jutlandia, en la que disparó en 37 ocasiones sus piezas de 343 mm, sin que el HMS Thunderer llegara a sufrir daños. En 1917, se le añadieron dos catapultas sobre las torres B y X.

## Posguerra
Como resultado del Tratado Naval de Washington, fue dado de baja como acorazado en 1921. Desde 1922, fue utilizado como buque de entrenamiento de cadetes, el único superviviente de su clase en esos momentos. En diciembre de 1926, cuando fue dado de baja definitivamente, fue vendido para desguace.